# Papilio macilentus
Papilio macilentus is een vlinder uit de familie van de pages (Papilionidae). De wetenschappelijke naam van de soort is voor het eerst geldig gepubliceerd in 1877 door Janson.

## Kenmerken
Deze vlinder heeft bijzonder lange staarten aan zijn achtervleugels.

## Verspreiding en leefgebied
Deze vlindersoort komt voor in Japan, Korea en China.